# 千田琢哉
千田琢哉（千田琢哉）是一位日本作家。在愛知縣犬山市出生，於岐阜縣各務原市長大。東北大學教育學院教育系畢業。目前居住於南青山。

## 作品
- 2010年
  - 《一離開學校就應該要知道的生存辭典：那些字彙教我的力量和勇氣》 （学校で教わらなかった［20代の辞書］，漫遊者文化）

- 2011年
  - 《你不知道絕對會後悔的100句話》 （死ぬまで仕事に困らないために20代で出逢っておきたい100の言葉，如果出版）
  - 《讓自己自由：20歲的學習力與未來成就大大相關》 （20代の勉強力で人生の伸びしろは決まる，天下雜誌）
  - 《這樣講你一定會後悔的100句話》 （人生を最高に楽しむために20代で使ってはいけない100の言葉，如果出版）
  - 《20歲就要懂企劃》 （「その他大勢のダメ社員」にならないために20代で知っておきたい100の言葉，天下雜誌）

- 2012年
  - 《就算被討厭，也要勇敢說出來的100句話》 （20代で群れから抜け出すために顰蹙を買っても口にしておきたい100の言葉，如果出版）
  - 《讓你變堅強的1句話：失戀、離職、背叛…，只要2分鐘，任何人都能從低潮站起來！》 （たった2分で凹みから立ち直る本，采實文化）
  - 《20幾歲要比別人幸運，就靠這50個好習慣》 （20代で身につけたい 一度、手に入れたら一生モノの幸運をつかむ50の習慣，方智）
  - 《30歲了，未來你想要當將才還是庸才？：總結3300位高階主管的人生思維，想要成功就一定要知道的77個守則》 （30代で逆転する人、失速する人，麥田出版）
  - 《兩分鐘有幹勁：30歲前晉身「人生勝利組」要知道的63個成功習慣》 （たった2分で、やる気を上げる本。，平安文化）
  - 《有人脈，做什麼都有人幫：46個你不相信但一定有效的人脈術》 （その人脈づくりをやめなさい，如果出版）

## 外部連結
- 官方網站（页面存档备份，存于）（日語）